# أبيورد
أبيورد كانت مدينة ساسانية قديمة فيما يعرف حاليا بتركمانستان.

## في المصادر العربية
ذكرها ياقوت الحموي في معجم البلدان، حيث ذكر أنها: 
| أبيورد | بفتح أوله وكسر ثانيه وياء ساكنة وفتح الواو وسكون الراء ودال مهملة. ذكرت الفُرسُ في أخبارها أن الملك كبكاووس أقطع بأورد بن جودرز أرضاً بخراسان فبنى بها مدينة وسماها باسمه فهي أبيوَرْد مدينة بخراسان بين سَرَخْس ونَسَا وبِئَة رديئة الماء يكثرُ فيها خروج العرق، وإليها ينسب الأديب أبو المظفر محمد بن أحمد بن محمد بن أحمد الأموي المعاوي الشاعر وأصله من كوفَن قرية من قرى أبيورد. | أبيورد |

 ثم يذكر ياقوت الحموي أنها فُتِحَت عام 31 هجرية على يد عبد الله بن عامر بن كُرَيز، وقيل فُتحت قبل ذلك على يد الأحنف بن قيس التميمي.

## الحفريات الأثرية
جرى فيها حفريات أثرية في القرن الماضي على بعد حوالي 8 كم غرب محطة الكحكة (Kahka station) على مساحة 12000 م 2. تل الآثار الرئيسي بها يبلغ ارتفاعه 60 قدما ومحيط قاعدته 700 قدم.

## الموقع الحالي
ومكانها الآن مدينة درغز. ومعابد بنديان تقع بالقرب من مكان أبيورد القديم.

## روابط خارجية
- أبيورد: بلدة في شمال خراسان في العصور الوسطى